# Kethiganahalli, Ramanagara
Kethiganahalli là một làng thuộc tehsil Ramanagara, huyện Ramanagara, bang Karnataka, Ấn Độ.